# Ácsteszér
Ácsteszér (németül: Tesier vagy Zierndorf szlovákul: Tesárské)  község Komárom-Esztergom vármegyében, a Kisbéri járásban.

## Fekvése
Ácsteszér a Bakony északi lábánál, a Bakonyalján, a Concó-patak forrásvidékén, Komárom-Esztergom vármegye délnyugati szegletében fekszik. A község főutcája a Bakonycsernye és Mezőörs között húzódó 8208-as út, amely a belterület déli szélén két másik úttal is találkozik: ott ágazik ki belőle, a 10,450-es kilométerszelvényénél nyugatnak a Csatka felé vezető 82 117-es út és alig pár lépéssel északabbra, a 10,500-as kilométerszelvényénél beletorkollik kelet felől a Bakonysárkányról induló, Akát is feltáró 8227-es út. A legközelebbi város a 15 kilométerre fekvő Kisbér.
A települést Kisbér felől megközelítve az utazót megragadja a fekete-víz-pusztai tavak mentén kanyargó, tölgyerdőkkel határolt út szépsége, hangulata. A község legmagasabb pontjáról elénk tárul a Bakonyt a Vértes hegységtől elválasztó Móri-árok, a másik irányban pedig a pannonhalmi apátság sziluettje. Tiszta levegőjű környezet, vadban gazdag erdőségek veszik körül a községet. A környék lovas- és kerékpártúrákra és gyalogos természetjárásra is nagyon alkalmas. Ácsteszér területéről indul ki a Táncsics-túra útvonala, mely a környező hat település legszebb tájait köti össze.

## Nevének eredete
Neve a szláv teszér, taszár szóból ered, mely ácsot, famegmunkálót jelent.

## Közélete

### Polgármesterei
- 1990–1994: Klupács András (független)[3]
- 1994–1998: Klupács András (független)[4]
- 1998–2002: Klupács András (független)[5]
- 2002–2006: Klupács András (független)[6]
- 2006–2010: Lunk György (független)[7]
- 2010–2014: Lunk György (független)[8]
- 2014–2017: Lunk György (független)[9]
- 2017–2019: Vuts Norbert (független)[10]
- 2019–2024: Vuts Norbert (független)[11]
- 2024– : Vuts Norbert (független)[1]

A településen 2017. augusztus 13-án időközi polgármester-választást tartottak, az előző polgármester halála miatt.

## Népesség
A település népességének alakulása:
| Lakosok száma | 704  | 688  | 696  | 721  | 635  | 658  | 667  |
|               | 2013 | 2014 | 2015 | 2021 | 2022 | 2023 | 2024 |

A 2011-es népszámlálás során a lakosok 87,5%-a magyarnak, 5,4% cigánynak, 0,4% horvátnak, 0,7% németnek, 0,3% románnak mondta magát (12,3% nem nyilatkozott; a kettős identitások miatt a végösszeg nagyobb lehet 100%-nál). A vallási megoszlás a következő volt: római katolikus 63,2%, református 2,3%, evangélikus 3,5%, görögkatolikus 0,3%, felekezeten kívüli 8,7% (21,3% nem nyilatkozott).
2022-ben a lakosság 94,8%-a vallotta magát magyarnak, 5% cigánynak, 0,6% németnek, 0,5% ukránnak, 0,2% szlováknak, 0,2% ruszinnak, 1,6% egyéb, nem hazai nemzetiségűnek (5,2% nem nyilatkozott; a kettős identitások miatt a végösszeg nagyobb lehet 100%-nál). Vallásuk szerint 46,9% volt római katolikus, 3% evangélikus, 2% református, 0,5% ortodox, 0,3% görög katolikus, 0,6% egyéb keresztény, 1,7% egyéb katolikus, 9,3% felekezeten kívüli (35,6% nem válaszolt).

## Története

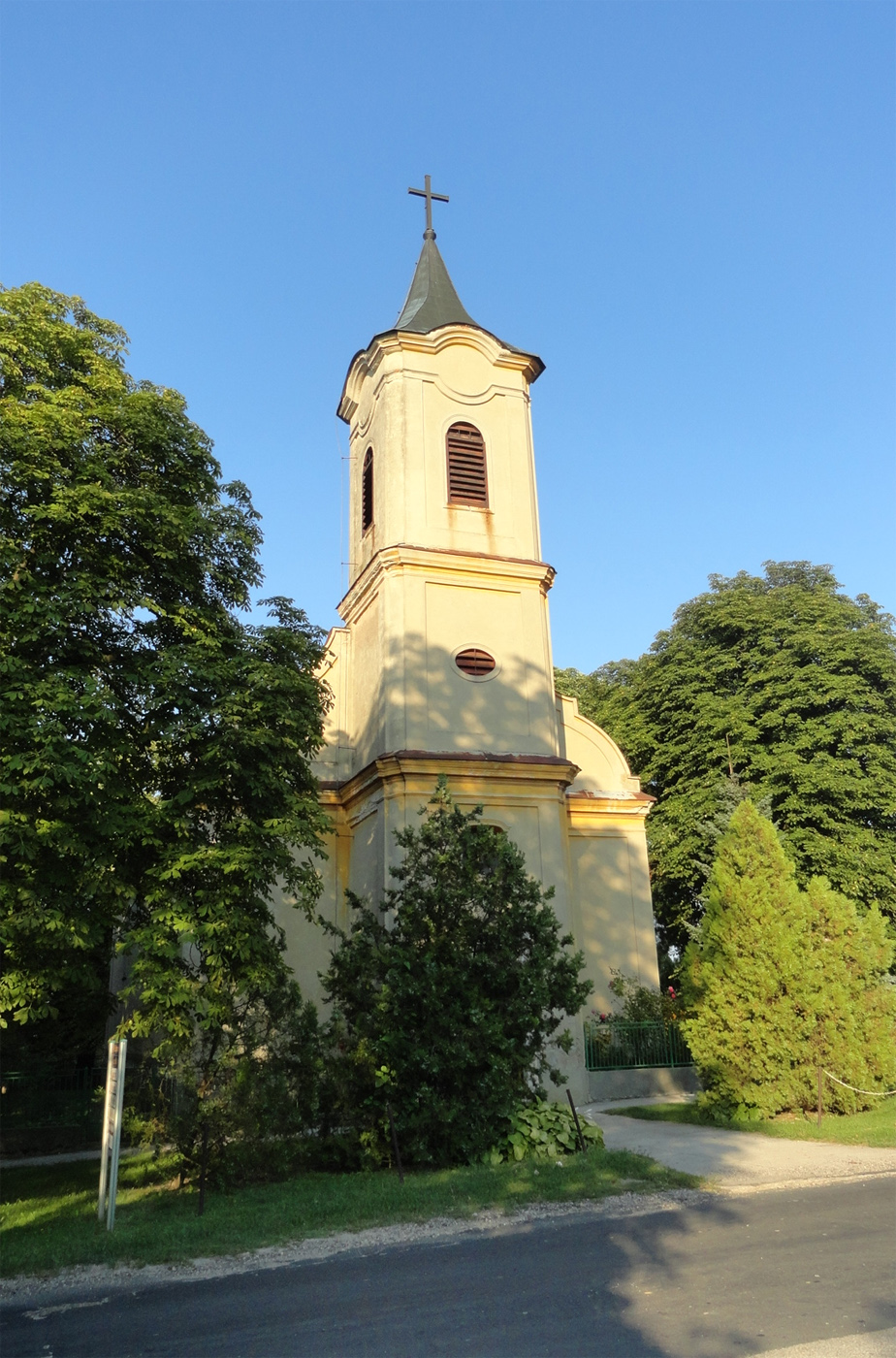
A római katolikus templom

A falu első fennmaradt írásos említése 1392-ben kelt (Alch Thezer). Eredetileg vándormesterséget űző ácsok lakták.
A középkorban népes település volt, de a törökök elpusztították; 1543-tól fokozatosan elnéptelenedett.
A 17. század elején a gróf Cseszneky család birtokolta, majd 1636-ban az Esterházyak vásárolták meg, akik németeket telepítettek be.
1699-ből származó pecsétnyomója, melyen liliom és fejsze látható, a fakitermelésre utal.
A településen 1772-től németek és magyarok laktak, valamint néhány szlovák család.
1799. április 21-én itt született s húszéves koráig itt élt Táncsics Mihály. „Életpályám” című önéletrajzi munkájában írja le itt töltött éveit.
A falu lélekszáma a 20. század elején volt a legnagyobb. Lakói ekkor főként mezőgazdasági termeléssel foglalkoztak.
A II. világháború harcai 1945 március 27-én értek véget területén.
A települést 1950-ben csatolták Veszprém megyétől Komárom megyéhez. Az Ácsteszéri Táncsics Termelőszövetkezet, mely 1960-ban alakult, 1977-ben egyesült az akai, súri és csatkai szövetkezettel, majd ismét önállósult. Jelenleg több, mint húsz vállalkozás és vállalkozó tevékenykedik a községben.

## Nevezetességei
- Szent Márton római katolikus templom (1792 - 1794)
- Táncsics Mihály szülőháza (parasztbarokk stílusú), ma emlékhely. Címe: Táncsics Mihály u. 44.